# Гонка (телесериал)
Гонка (англ. Drive) — американский драматический экшен-телесериал, созданный Тимом Минеаром и Беном Квином, в главной роли Нейтан Филлион. Четыре эпизода были показаны на телеканале FOX в апреле 2007 года, Два оставшихся эпизода позже были выложены в Интернете онлайн. FOX закрыл сериал, посчитав что рейтинги ниже ожидаемых, не отсняв первый сезон до конца.

## Сюжет
Драма рассказывает о разных людях, конкурирующих в незаконной гонке по территории нескольких штатов. Гонку организовала таинственная организация, шантажом и подкупом втягивающая людей в гонку, на кону которой 32 миллиона долларов. Гонщикам приходится не только конкурировать друг с другом, но и спасать себя от киллеров, посланных организаторами. Главный вопрос в том, кто отбирал участников и зачем…

## Актёры и персонажи
| Актёр              | Роль            | Транспорт                                                                   | Заметки |
| ------------------ | --------------- | --------------------------------------------------------------------------- | --- |
| Нейтан Филлион     | Алекс Талли     | Ford F-100 1972 г. (желтовато-коричневый) Dodge Challenger 1972 г. (чёрный) | Главный герой |
| Кристин Леман      | Коринна Уайлс   |                                                                             | Напарница Алекса Талли |
| Кевин Алехандро    | Уинстон Салазар | Chevrolet Impala Лоурайдер 1964 г. (золотой)                                | |
| Дж. Д. Пардо       | Шон Салазар     |                                                                             | Напарник Уинстона Салазара и его единокровный брат                                                                            |
| Дилан Бейкер       | Джон Тримбл     | Ford Taurus 1999 г. (серебристо-голубой)                                    | |
| Эмма Стоун         | Вайолет Тримбл  |                                                                             | Напарница и дочь Джона Тримбла                                                                                                |
| Майкл Хайетт       | Сьюзан Чамбли   | Land Rover LR3 (светло-голубой) Ford Focus (красный)                        | |
| Рошелль Эйтс       | Ли Барнтхаус    | Pontiac Solstice (чёрный)                                                   | Изначально напарница Сьюзен Чамбли и Айви Читти                                                                               |
| Мелани Лински      | Венди Патракас  | Dodge Grand Caravan SXT (серебряный)                                        | |
| Тэрин Мэннинг      | Айви Читти      |                                                                             | Изначально напарница Сьюзен Чамбли и Ли Барнтхаус, затем напарница Венди Патракас после того, как крадёт Ford Taurus Тримблов |
| Райли Смит         | Роб Лэрд        | Pontiac Trans Am 1979 г. (белый)                                            | |
| Мирси Монро        | Элли Лэрд       |                                                                             | Напарница и жена Роба Лэрда                                                                                                   |
| Уэйн Грейс         | Джимми Казинс   | Harley-Davidson touring motorcycle (чёрный)                                 | |
| К Кэллан           | Сол Казинс      |                                                                             | Напарница и жена Джимми Казинса                                                                                               |
| Брайан Блум        | Аллан Джеймс    | Dodge Charger 2007 г. (чёрный) Chevrolet Impala 2002 г. (красный)           | Не участвует в гонке |
| Ричард Брукс       | Детектив Ирл    |                                                                             | Не участвует в гонке |
| Чарльз Мартин Смит | Мистер Брайт    |                                                                             | Один из организаторов гонки; не участвует в гонке                                                                             |
| Кэти Финнеран      | Бекка Фриман    |                                                                             | Сестра Алекса Талли; не участвует в гонке                                                                                     |
| Эми Эккер          | Кэтрин Талли    |                                                                             | Жена Алекса Талли; не участвует в гонке                                                                                       |

## Музыка
- Гэвин Россдэйл — «Can’t Stop the World»
- The Doors — «Roadhouse Blues (The Crystal Method Remix)»
- Bloc Party — «Kreuzberg»
- Nine Pound Hammer — «Radar Love»
- X — «The Hungry Wolf»
- Lunatic Calm — «Leave You Far Behind»
- Ghost in the machine — «King of My World»
- Yonderboi — «Soulbitch»
- The Rhones — «Quitter»

## Интересные факты
- В невышедшем пилотном эпизоде сериала Алекса Талли играл Иван Сергей.[1]